# Cavalcada (film)
Cavalcada este un film american din 1933 regizat de Frank Lloyd. În rolurile principale joacă actorii Diana Wynyard și Clive Brook. A câștigat Premiul Oscar pentru cel mai bun film.

## Prezentare
Oferind o imagine a vieții englezești din Ajunul Anului Nou 1899 până la ziua de Anul Nou din 1933, filmul este prezentat din punctul de vedere al doi locuitori ai Londrei, Jane și Robert Marryot. Mai multe evenimente istorice servesc ca fundal pentru acest film, inclusiv Al Doilea Război al Burilor, moartea Reginei Victoria, scufundarea Titanicului și Primul Război Mondial.

## Actori
- Diana Wynyard ... Jane Marryot
- Clive Brook ... Robert Marryot
- Una O'Connor ... Ellen Bridges
- Herbert Mundin ... Alfred Bridges
- Irene Browne ... Margaret Harris
- Margaret Lindsay ... Edith Harris
- John Warburton ... Edward Marryot
- Bonita Granville ... Young Fanny
- Douglas Walton ... Soldier